# Dassault Mirage III
Дассо Міраж III (фр. вимова: [daˈso], англ. Dassault Mirage III) — одно або двомісний винищувач, винищувач-перехоплювач, винищувач-бомбардувальник. Розроблений французькою компанією Dassault Aviation наприкінці 1950-х рр. Це перший європейський винищувач, який вдвічі перевищив швидкість звуку.
Mirage III має багато модифікацій. Випускався у великій кількості як для ВПС Франції, так і для широкого кола експортних замовників. Всього було створено 870 літаків, або 1401 якщо взяти до уваги модифікацію Mirage 5. Швейцарія, Австралія та Бельгія випускали його за ліцензією. На базі Mirage 5 Ізраїль розробив свої літаки IAI Kfir, IAI Nesher.
Хоча перші Міражі були взяті на озброєння ще на початку 1960-х років, на початку 21-го століття літак знаходився на озброєнні по всьому світу. Загалом він був значно модернізований. На 2022 рік модернізований за проєктом ROSE літак перебуває на озброєнні Збройних сил Пакистану.

## Історія
Сімейство Mirage бере свій початок у рамках серії досліджень, проведених Міністерством оборони Франції, які розпочалися в 1952 році. У той час кілька країн зацікавилися перспективами легкого винищувача, що було продиктовано досвідом використання такого типу літаків під час Корейської війни, для прикладу радянський реактивний винищувач МіГ-15 Мікояна-Гуревича, що привернув значну увагу на міжнародному рівні. Західні країни прагнули дослідити характеристики відносно нескладного і важко озброєного реактивного винищувача зі стрілоподібним крилом, натхненні швидким прогресом у можливостях авіації, досягнутим Радянським Союзом. Франція була однією з перших країн, що почали працювати над розробкою такого літака. Окрім неї свої моделі паралельно розробляли Об'єднане Королівство(Folland Gnat), Сполучені Штати(Douglas A-4 Skyhawk) та Італія(Fiat G.91).
У 1952 році французький уряд опублікував специфікацію, в якій вимагалося створення легкого всепогодного перехоплювача, здатного піднятися на висоту 18 000 метрів (59 100 футів) за 6 хвилин разом зі здатністю досягати швидкості 1,3 Маха в горизонтальному польоті. Три французьких виробника взялись за розробку літака відповідно до вимог, це Dassault Aviation, Sud-Est і Sud-Ouest, пропонуючи MD.550 Delta, SE.212 Durandal і SO.9000 Trident відповідно.

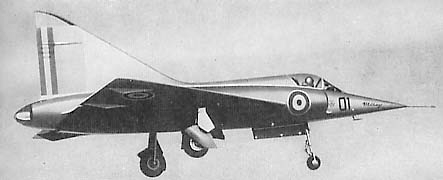
Безхвостий прототип дельта-крила Mirage 1955 року з дуже великим вертикальним стабілізатором, без горизонтального стабілізатора та без закрилків

MD 550 Delta був радикально модифікованою версією літака Mystère. Оригінальні крила Mystère були замінені на дельта-крила з кутом стріли 60 градусів, літак був оснащений двома форсажними газотурбінними реактивними двигунами Amstrong-Siddeley MD30R Viper, кожен із тягою 9,61 кН. У проєкті також було передбачено місце для встановлення вторинної силової установки у вигляді рідкопаливного ракетного двигуна, створеного компанією SEPR, здатного забезпечити тягу 4,7 кН. Дельтоподібна конфігурація крила накладала ряд обмежень, включаючи відсутність горизонтального стабілізатора, що означало, що звичайні закрилки не можна використовувати; це призвело до відносно тривалого зльоту та високої швидкості приземлення. Саме дельта-крило обмежує маневреність і страждає від ударів на малій висоті через велику площу крила і, як наслідок, низьке навантаження на крило. Тим не менш, дельта є простою конструкцією, легкою в конструюванні і відносно міцною, забезпечуючи при цьому великий внутрішній об'єм у крилі для паливного бака і здатність досягати високих швидкостей при польоті по прямій.
Літак вперше злетів 25 червня 1955 року без форсажів і прискорювачів. Після перших польотів розміри спочатку величезної вертикальної напрямної площини були зменшені і встановлено прискорювач(той самий ракетний двигун компанії SEPR, місце для якого вже було передбачено в конструкції), за допомогою якого літак, що мав максимальну швидкість 1,3 Маха, досягав 1,6 Маха. Цей літак отримав назву «Mirage I».

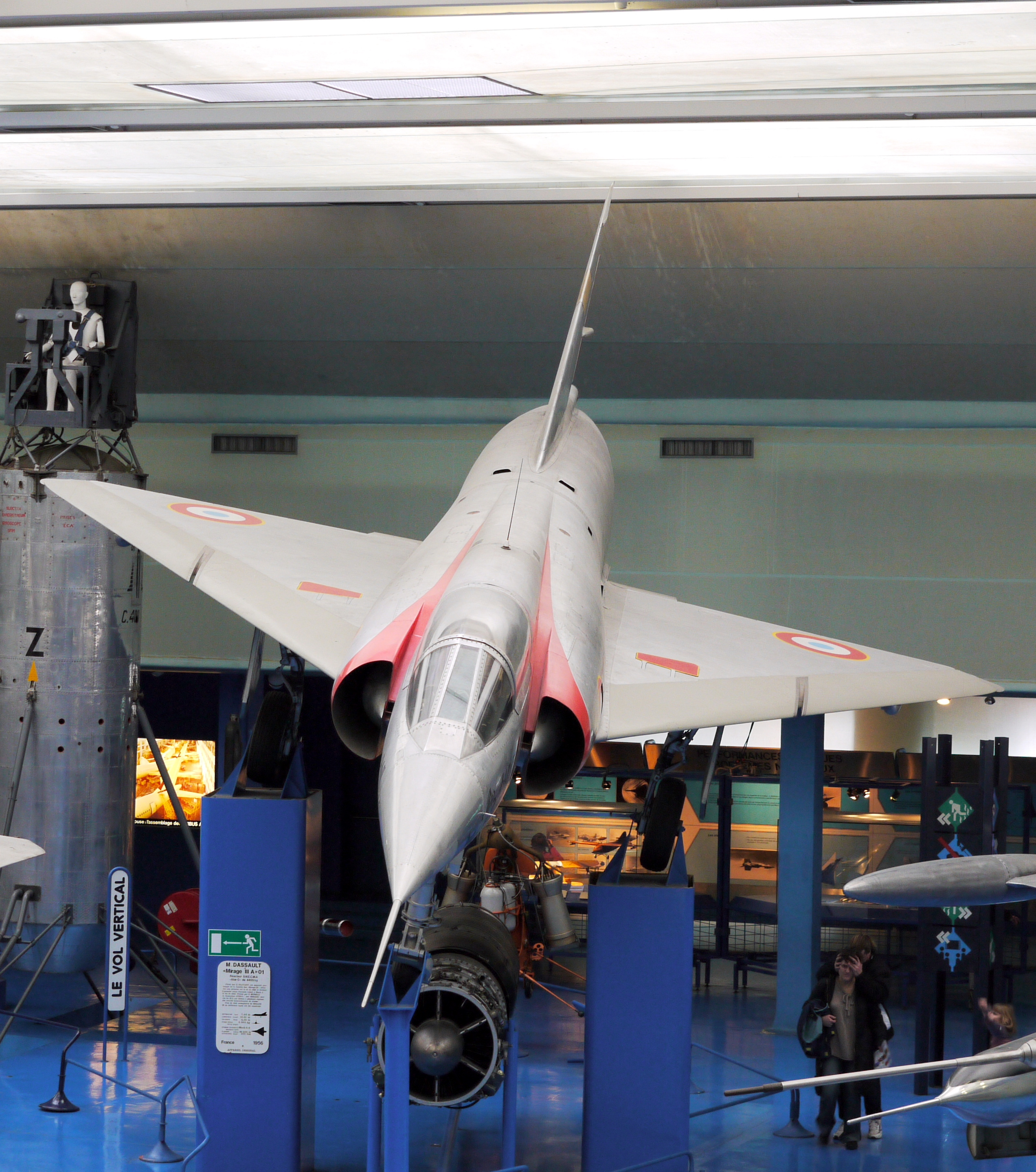
Mirage III A 001 в музеї повітряного та космічного простору в Ле Бурже

Хоча літак досяг своїх початкових цілей і переміг у конкурсі виробників, він не забезпечував належних характеристик, невеликі розміри Mirage I обмежували його озброєння однією ракетою класу «повітря-повітря», і під час льотних випробувань було вирішено, що літак занадто малий для перевезення корисного озброєння, тому було прийнято рішення збільшити його розмір. Наступна модель Mirage II проєктувалась з двома реактивними двигунами Turbomeca Gabizo, однак вона так і не була реалізована. Перевагу віддали наступній моделі Mirage III, яка була оснащена одним нещодавно розробленим турбореактивним двигуном Snecma Atar, здатним створювати до 43,2 кН тяги. Snecma Atar був розроблений на базі німецького реактивного двигуна часів Другої світової війни BMW 003. Фюзеляж став довшим, крило стало тоншим, щоб площа поперечного перерізу, перпендикулярного до повітряного потоку, змінювалася рівномірно, що зменшило опір повітря. Загалом зміни у констакції збільшили масу літака на 30 % у порівнянні з Mirage I. Також був розроблений ще більший важкий винищувач, який називався Mirage IV. Вирішальним фактором був інтерес з боку французьких військових, які віддали перевагу Mirage III. Перший політ прототипу Mirage III 001 відбувся 17 листопада 1956 року. 19 вересня 1957 року прототип досяг швидкості 1,8 Маха в горизонтальному польоті. Після випробувань фюзеляж було подовжено на 1,40 метра, розмах крил збільшений на 0,64 метра, двигуном став SNECMA ATAR 09B з тягою, збільшеною до 58,9 кН. Літак був оснащений радаром Thomson-CSF Cyrano Ibis і гальмівним парашутом. Він вперше здійснив політ у травні 1958 року і досяг швидкості 2,2 Маха, що зробило його першим європейським літаком вдвічі швидшим за швидкість звуку, на кілька місяців випереджаючи англійські винищувачі Lightning P-1 і P-2. Успіх прототипу призвів до замовлення ВПС десяти оновлених літаків Mirage IIIA. Замовлення було виконано до грудня 1959 року.

## Модифікації

### Mirage IIIB
Тренажерний двомісний, перший політ 20 жовтня 1959 р. Носова частина фюзеляжу була подовжена на 58 см для встановлення другого сидіння, на ньому немає ні гармат, ні радарів. Використовувався для підготовки пілотів середніх бомбардувальників, пілотів основної моделі Mirage III, для відпрацювання дозаправки в повітрі (з приймаючим соплом для пального, вбудованим у носову частину літака). В різних модифікаціях було замовлено близько сотні таких літаків.

### Mirage IIIC

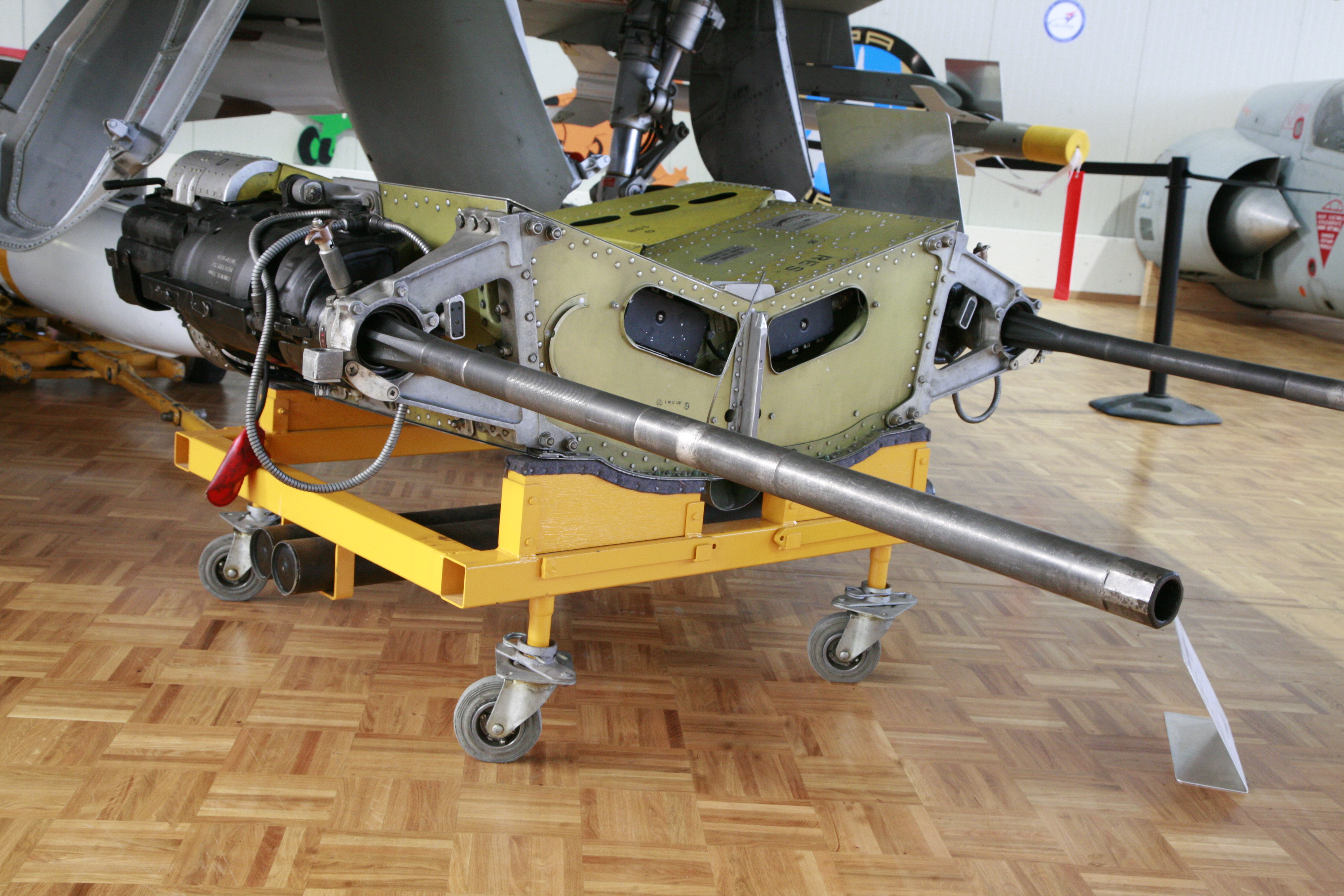
Здвоєна гармата Canon DEFA 30 mm для монтажу на Mirage III у Музеї військової авіації Пайєрна (Швейцарія)

Mirage IIIC був одномісним перехоплювачем з турбореактивним двигуном Atar 09B зі змінним вихлопом. Став першою промисловою версією. Mirage IIIC вперше здійснив політ у жовтні 1960 року. Був значною мірою схожий на попередній IIIA, хіба що менш ніж на півметра довшим.
Озброєння:
- Дві 30-мм гармати Defa 552[en] з боєкомплектом 125 снарядів для кожної з гармат.
- Високоточна ракета малої дальності повітря-земля AS-30[en] або 400 кг бомба.
- Два блоки JL100 з 19-ма некерованими 68-мм ракетами SNEB[en].
- Міг нести тактичну ядерну бомбу (за замовчуванням американської, французького ядерного арсеналу тоді ще не існувало). Кріпилась на пілоні замість підвісного бака з пальним.

### Mirage IIIE

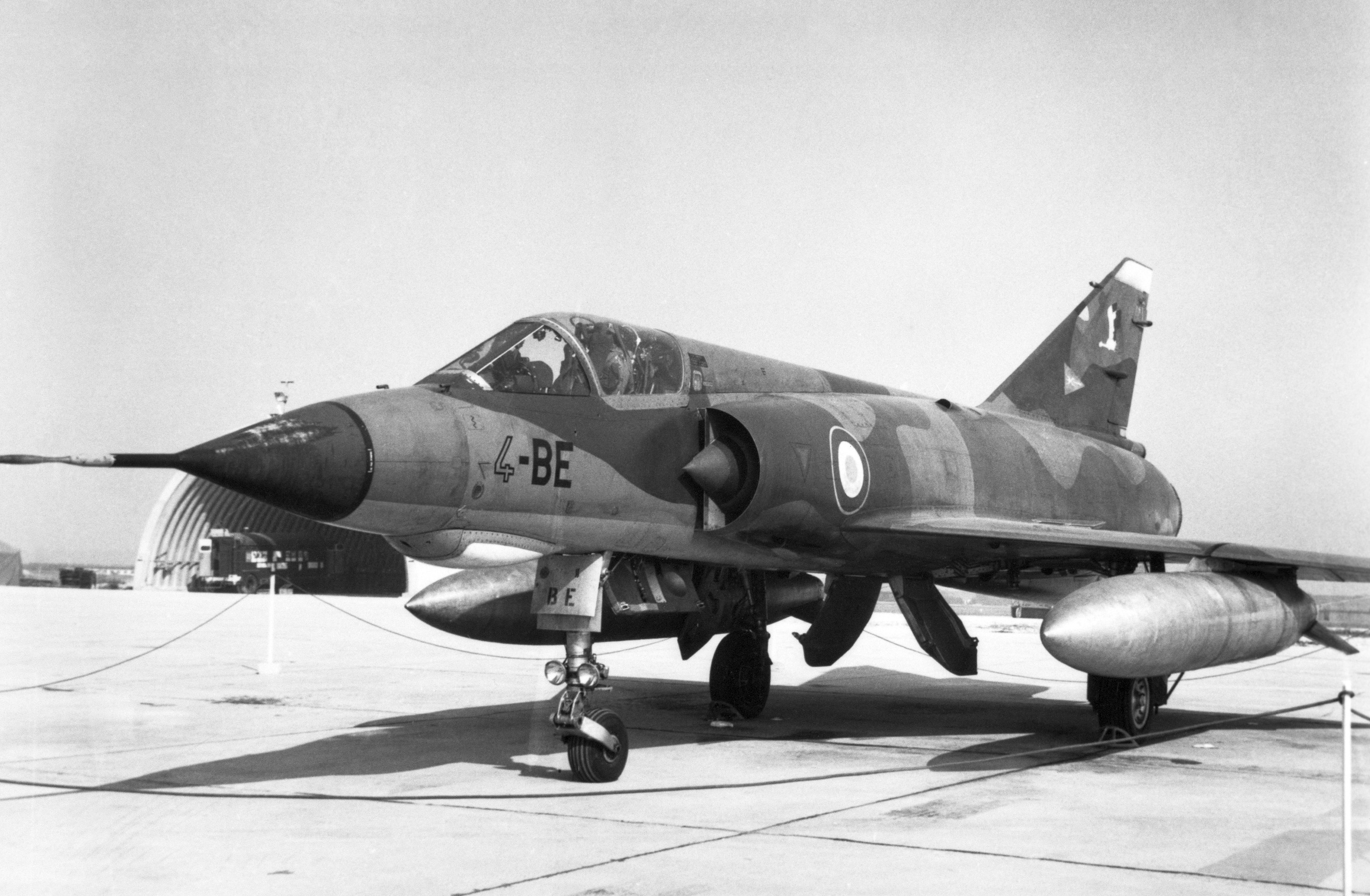
Mirage IIIE

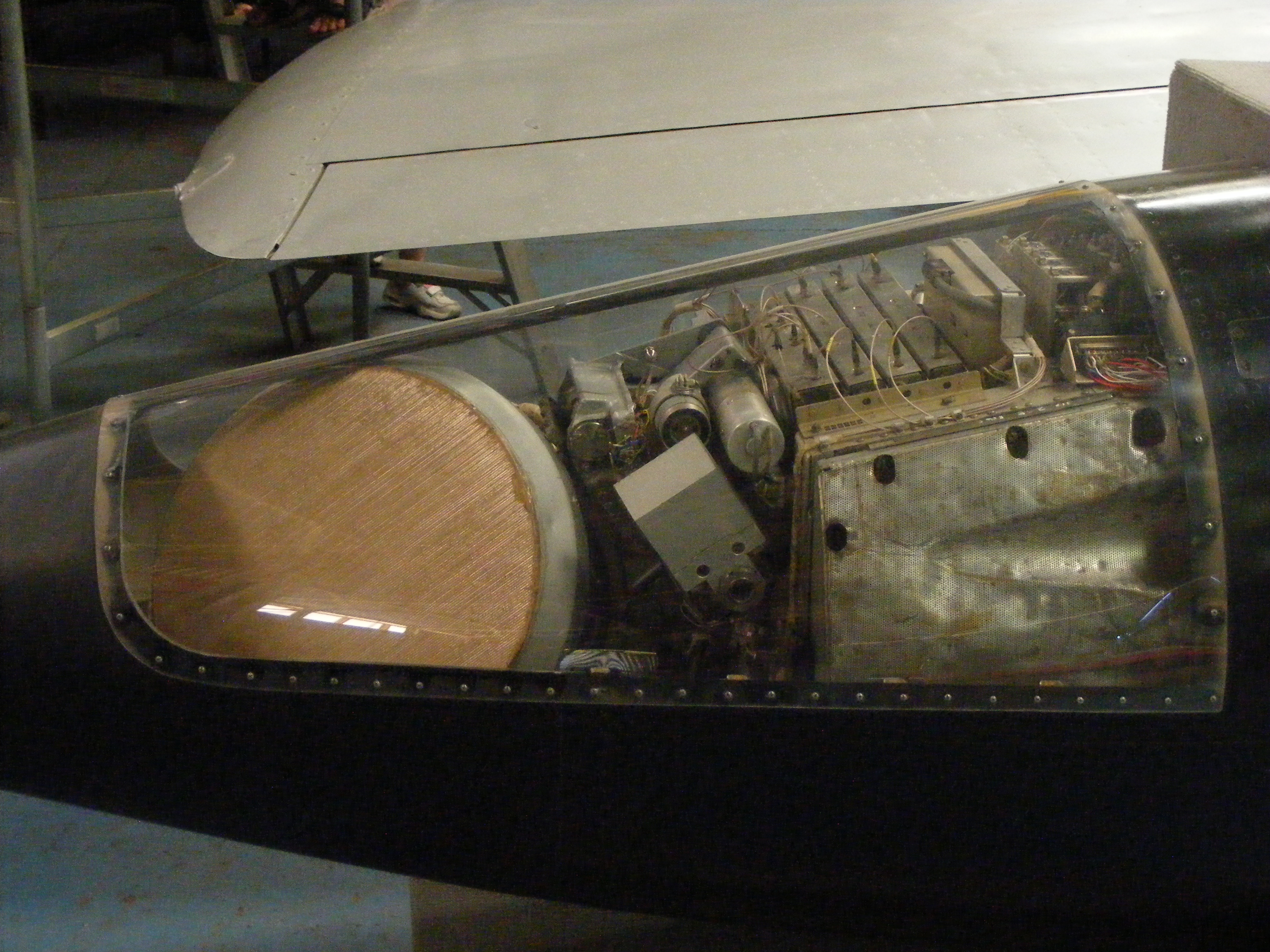
Радар Cyrano II, встановлений у носовому конусі Mirage III Королівських ВПС Австралії

Всепогодний багатоцільовий одномісний тактичний ударний літак дальнього радіуса дії. Вперше здійснив політ 5 квітня 1961 року. Фюзеляж подовжено на 30 см, щоб збільшити розмір відсіку авіоніки та паливну ємність. Під кабіною встановлений доплерівський навігаційний радар, з'єднаний з навігаційним блоком і приймачем TACAN.
Радар для стрільби — Cyrano II з режимами повітря-земля. Радар оснащений новими режимом повітря-земля, щоб полегшити автономну навігацію та дозволити атаку на малій висоті. Картографічна функція відображає ситуацію на землі, дозволяючи пілоту контролювати радіолокаційне сканування, щоб спостерігати за місцевістю. Функція телеметрії повітря-земля забезпечує наведення для ракети AS-30. Встановлено систему радіолокаційного попередження (RWR) з антенами, встановленими у вертикальному хвостовому оперенні. Система необхідна для виявлення РЛС(зенітних комплексів або винищувачів) противника і попередження екіпажа літака про їх роботу у бойовому режимі а також для наведення і управління власних протирадіолокаційних ракет.
Двигун ATAR 09C з новим соплом.
Французькі ВПС отримали свій перший літак Mirage IIIE в січні 1964 року, купивши загалом 192 одиниці. Всього 523 екземпляри цієї версії, включаючи експортні, були виготовлені та закуплені ВПС Аргентини, Бразилії, ПАР, Лівану, Пакистану, Іспанії та Венесуели.

### Mirage IIID
Експортна двомісна навчальна версія Mirage IIIE.

### Mirage IIIR
Було розроблено та виготовлено ряд спеціальних розвідувальних варіантів Mirage III, згрупованих під загальним позначенням Mirage IIIR. Ці літаки мали планер Mirage IIIE, але були оснащені авіонікою з варіанту Mirage IIIC, а також спеціально розробленою носовою частиною камери, яка вміщувала до п'яти камер OMERA. У цьому варіанті радіолокаційну систему видалили через брак вільного простору в носовій частині, однак літак зберіг здвоєну гармату DEFA і всю сумісність із зовнішнім навісним озброєнням. 31 жовтня 1961 року прототип здійснив свій перший політ; 1 лютого 1963 року було виготовлено перший серійний літак цієї моделі. ВПС Франції спочатку замовили 50 серійних Mirage IIIR; пізніше ще 20 Mirage IIIRD(покращений варіант Mirage IIIR). Кілька експортних замовників, зокрема Швейцарія, також вирішили придбати розвідувальні Міражі. Mirage IIIR передував Mirage IIIE у введенні в експлуатацію.

## Тактико-технічні характеристики
За даними з Encyclopedia of World Military Aircraft:

### Технічні характеристики
- Екіпаж: 1 людина
- Довжина: 15.03 м
- Розмах крила: 8,22 м
- Висота: 4,50 м
- Площа крила: 34.85 м²
- Маса порожнього: 7050 кг
- Максимальна злітна маса: 13500 кг
- Двигун: 1 × турбореактивний з форсажною камерою Snecma Atar[en]
- Тяга: 6200 кг

### Льотні характеристики
- Максимальна швидкість: 1390 км/год на мінімальній висоті, 2350 км/год на висоті 12000 м
- Максимальна бойова дальність: 1200 км
- Максимальна дальність перельоту: 3335 км
- Практична стеля: 17000 м
- Швидкопідйомність: 83,3 м/с
- Навантаження на крило: 387 кг/м²

### Озброєння
- Гарматне: 2 автоматичні гармати DEFA 552 калібру 30 мм
- Ракетне повітря-земля: 2 блоки JL100 з 19-ма некерованими 68-мм ракетами SNEB[en] або 2 баки з пальним по 250 л.
- Ракетне повітря-повітря: 2 AIM-9 Sidewinder або 2 Matra R550 Magic плюс 1 Matra R530
- Бойове навантаження: до 4000 кг різного озброєння на підвісних пілонах, включаючи ядерну зброю

### Авіоніка
- Радар для стрільби Thomson-CSF Cyrano II
- Радар для навігації радіолокатор безперевної дії[en] з ефектом Доплера

## Країни-оператори
Найбільшими експортними замовниками Mirage IIIC, побудованих у Франції, були Ізраїль, їх основним варіантом був Mirage IIICJ, і ПАР, основна частина їхнього флоту становила Mirage IIICZ. Після успішного застосування Mirage IIIC Ізраілем у Шестиденній війні значно зросла його міжнародна репутація. Імідж «Перевіреного у бою» і низька вартість сприяли експортному успіху літака. Важливим елементом експортного успіху Mirage III також була широка підтримка Dassault з боку французького уряду.

### Австралія

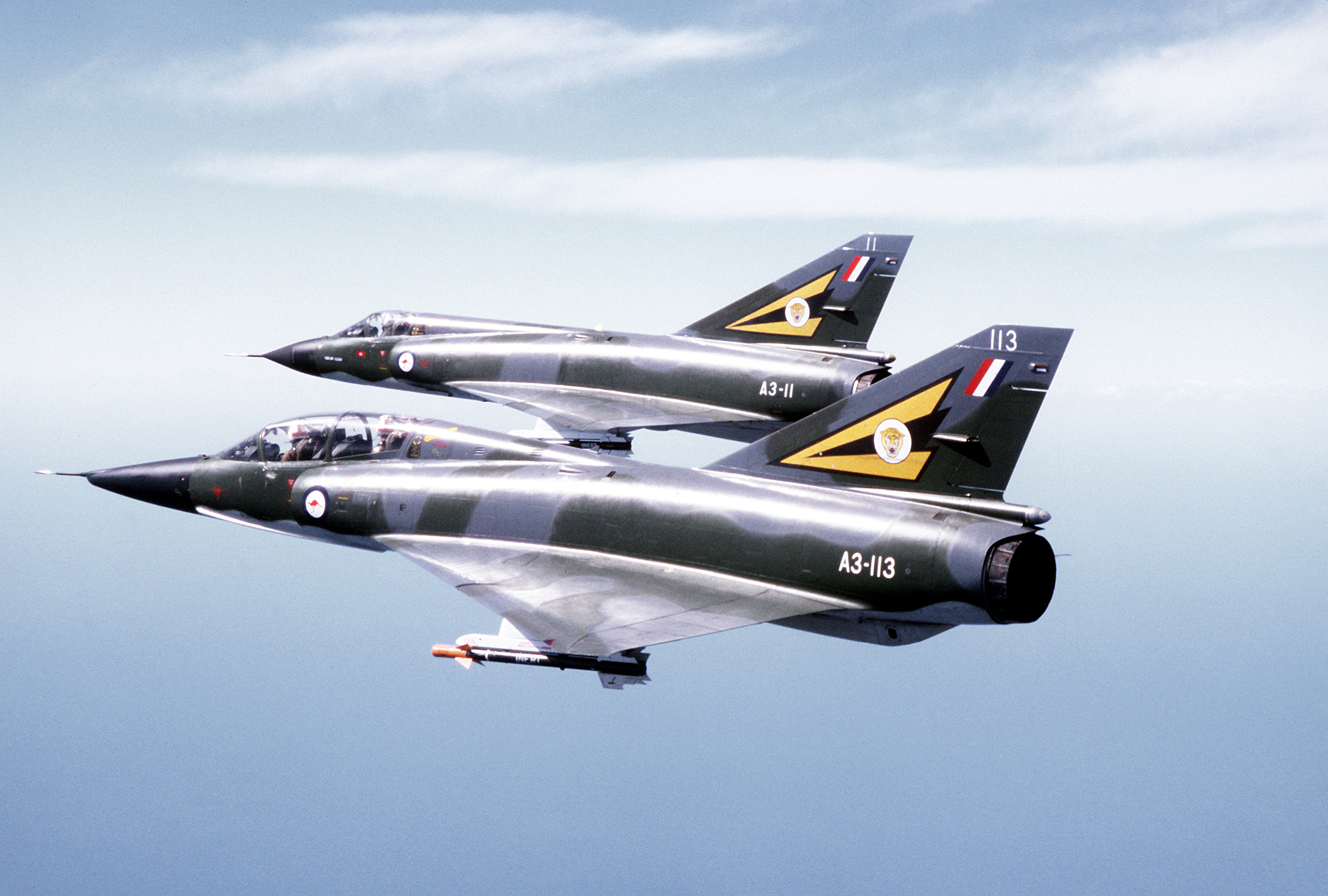
Два Mirage III ВПС Австралії, на передньому плані двомісна навчальна версія Mirage IIID.

У 1960 році Австралія вирішила замінити старі F-86 Sabres на Mirage III. Літаки для Австралії мали маркування Mirage IIIO і були еквівалентні французькому Mirage IIIE. Всього було поставлено 100 Mirage IIIO та 16 навчальних літаків Mirage IIID. Першу ескадрилью з Mirage IIIO було сформовано в серпні 1965 року. З 1985 року Mirage поступово замінювали F-18 Hornets. Літак був офіційно знятий з експлуатації в жовтні 1988 року, а останній політ Mirage відбувся 8 лютого 1989 року. За 23-річну кар'єру в аваріях було втрачено близько 40 літаків. У 1990 році Пакистан купив 50 Міражів (43 одномісних і 7 двомісних).

### Аргентина

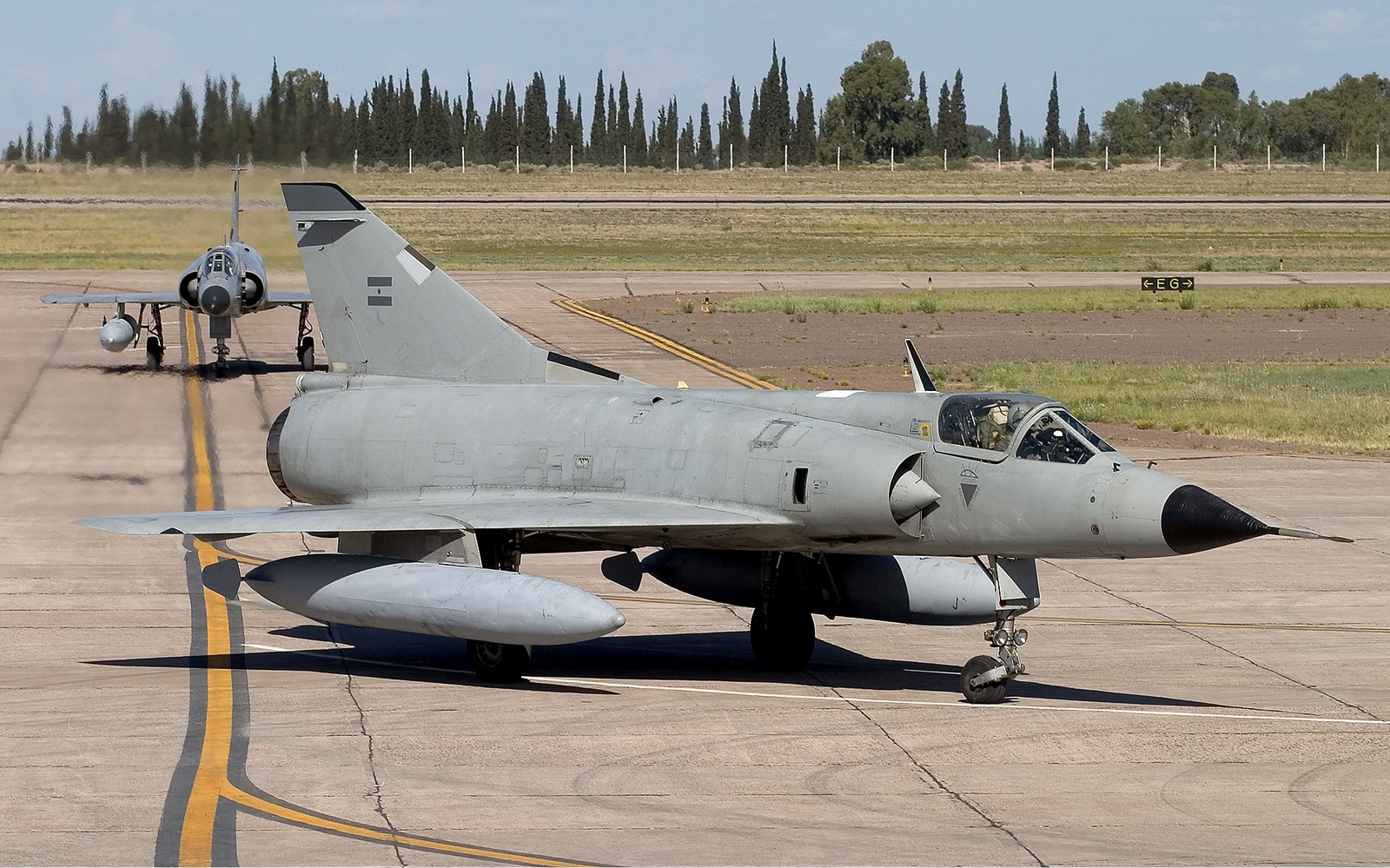
Два аргентинські Mirage IIIEA у 2005 році.

Аргентина замовила першу партію з 10 одномісних Mirage IIIEA і 2 двомісних Mirage IIIDA 14 липня 1970 року. Друга партія, замовлена в 1977 році, складалась з 7 Mirage IIIEA. Пізніше було замовлено ще 2 Mirage IIIDA, останній у 1980 року.
10 серпня 1978 року контракт з Ізраїлем на поставку 24 одномісних IAI Nesher. Пізніше, у 1981 році, було придбано другу партію Nesher, 11 одномісних і 2 двомісних. Їх доставили на човні 29 травня 1981 р.
Mirage і Nesher брали участь у Фолклендській війні. Втрати під час Фолклендського конфлікту спонукали аргентинців знову купити в ізраїльтян 19 одномісних Mirage IIICJ і 3 двомісних IIIBJ.
У листопаді 2015 року було оголошено про списання останніх вісьмох Mirage III та чотирьох Nesher IAI.

### Бразилія

Mirage IIIEBR (F-103) a Анаполісі, 1995 рік.

У травні 1970 року Бразилія замовила 13 Mirage IIIEBR і 4 двомісних Mirage IIIDBR, які були поставлені в період з жовтня 1972 року по травень 1973 року ВПС Бразилії. Пізніше, у періоді з 1980 по 1999 Бразилія дозамовила у Франції невеликими партіями 15 вживаних Міражів для компенсації втрат. Загалом Бразилія в кінцевому підсумку отримала 32 Mirage III, вони мали місцеве маркування F-103.
У 1989/1990 роках бразильські Міражі пройшли першу програму модернізації, яка, серед іншого, полягала у встановленні пристроїв відстрілу хибних теплових цілей. У 1997 році вони були знову модифіковані: встановлено ізраїльську ракету повітря-повітря Python 3. Міражі остаточно були зняті з експлуатації в грудні 2005 року, після 33 років служби та понад 67 000 годин нальоту.

### Венесуела
У 1971 році Венесуела замовила 10 Mirage IIIEV (а також 4 Mirage 5V і 2 двомісних Mirage 5DV). На відміну від французьких Mirage IIIE, не оснащений доплерівським навігаційним радаром. У 1989 році був підписаний контракт на модернізацію 5 Mirage IIIEV в Mirage 50EV: літаки були відправлені назад у Францію в Dassault і доставлені вже переобладнаними між 1990 і 1992 роками. Були остаточно зняті з експлуатації у 2009 році і продані до Еквадору.

### Ізраїль

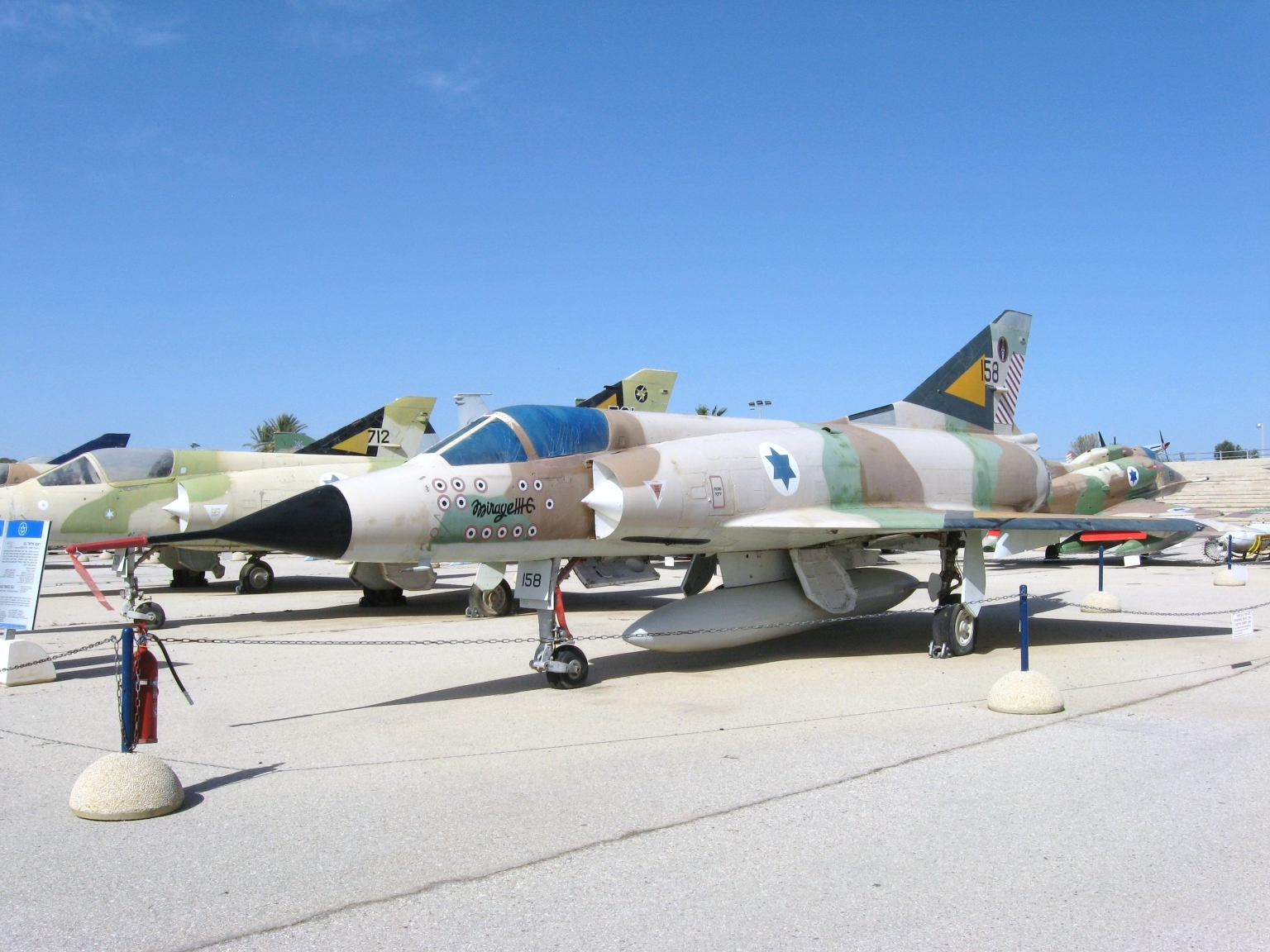
Mirage IIICJ Міраж IIICJ № 158 в Музеї ВПС Ізраїлю. Цей літак має 13 перемог у складі 101 Ескадрилья (Ізраїль).

Повітряні сили Ізраїлю були засновані в 1950-х роках на французьких літаках через те, що вони не змогли купити літаки у Великобританії чи Сполучених Штатів, які мали добрі відносини з арабськими країнами, англійці до того ж мали колонії в регіоні. До Mirage III Ізраїль використовував літаки компанії Dassault Dassault Ouragan, Dassault Mystère. У 1959 році Ізраїль відправив одного зі своїх найкращих пілотів на випробування Mirage IIIA. Його звіт був позитивним, тоді ж Mirage III отримав прізвисько, яке він збереже під час своєї ізраїльської кар'єри: Шахак (кохання з першого погляду). У 1960 році було підписано замовлення на 72 Mirage IIICJ і 5 Mirage IIIB, а також 2 Mirage IIIR. Літаки були поставлені в період з квітня 1962 по 1968 рік, це дозволило оснастити ними 5 ескадрилій.
Незважаючи на дуже хороші результати, отримані ізраїльськими льотчиками під час Шестиденної війни, відзначається певна кількість недоліків, що стосуються надійності двигуна і радара, а також стрільби. Зокрема, Mirage IIICJ отримали двигун Atar 9C-3 на початку 1970-х років, замінивши Atar 9B. Деякі Mirage IIICJ були змінені для виконання розвідувальних місій, отримавши повністю модифікований ніс для перевезення необхідного обладнання(фотокамери). Модернізацію літаків Ізраїль був змушений робити сам, тому що Франція ввела ембарго на поставки зброї в регіон після Шестиденної війни. Літак Dassault в ізраїльських кольорах продовжить блискучу кар'єру у серії Арабо-Ізраїльських конфліктів 1969 та 1970 років, і особливо в жовтні 1973 року під час війни Судного дня. Загалом ізраїльським Mirage III було отримано майже 300 підтверджених перемог і близько 40 непідтверджених, що робить його одним з найуспішніших винищувачів другого покоління у повітряних боях.
Ізраїльські Mirage III були зняті з озброєння на початку 1980-х рр. За їх 20-річну кар'єру втрати в боях та аваріях оцінюються приблизно в 50 літаків. У 1982 році Аргентина викупила 19 одномісні і 3 двомісних Міражі.

### Іспанія
Іспанія замовила 24 Mirage IIIEE та шість двомісних Mirage IIIDE у 1968 році. Партія була поставлявлена між 1970 і 1972 роками. Їх офіційне місцеве маркування — C.11 для одномісних, CE.11 для двомісних. Іспанські Міражі ніколи не брали участь у бойових діях.
Були остаточно зняті з експлуатації у 1992 році. За весь час використання 6 одномісних і 2 двомісних літаки були втрачені в аваріях.

### Ліван
Замовивши 12 літаків (10 одномісних Mirage IIIBL і 2 двомісних Mirage IIIDL), Ліван отримав свої перші Міражі у квітні 1968 року, а останній — у 1969 році. Ліванські Міражі здійснили всього декілька бойових завдань у 1970-х роках. З 1978 року, після декількох років громадянської війни, літаки фактично були законсервовані. За весь час експлуатації в аваріях було втрачено 2 літаки: одномісний та двомісний. Решта 10 літаків, однак, більше ніколи не літали під ліванським прапором, і врешті-решт були продані Пакистану в 2000 році.

### Пакистан
ВПС Пакистану наразі єдиний оператор Mirage III. Пакистан отримав свої перші Mirage III в 1968 році. Перше замовлення складалося з 18 Mirage IIIE, 13 Mirage IIIR для розвідки і 3 Mirage IIID для навчання. Через декілька років було придбано ще 30 літаків у різних модифікаціях. У 1990 році Пакистан придбав 50 вживаних літаків в Австралії, потім, трохи пізніше, 24 в Іспанії та 10 у Лівану. Нарешті, 40 Mirage 5, зняті з експлуатації Францією, були поступово модернізовані та доставлені з 1996 року.
З 1995 року французька компанія Sagem проводить модернізацію машин за програмою ROSE (Retrofit Of Strike Element). З 2011 року Mirage був модифікований для розміщення крилатих ракет Hatf-VIII (Ra'ad) і для розміщення обладнання для дозаправки в повітрі південноафриканського походження (ймовірно, подібних до тих, що вбудовані в Atlas Cheetah). Згодом ці літаки були модифіковані, щоб приймати додаткове обладнання та боєприпаси, такі як китайські ракети класу «повітря-повітря» PL-12.
Маючи на озброєнні приблизно 180 одиниць у 5 різних модифікаціях, Пакистан став найбільшим користувачем Mirage III та 5 наприкінці 21-го століття. Станом на початок 2020 року, за оцінками FlightGlobal, в Пакистані є 69 Mirage III і 90 Mirage 5

### ПАР

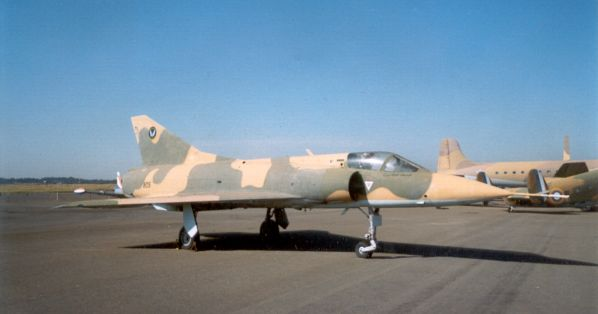
Південно-Африканський Mirage IIICZ.

Південно-Африканська Республіка була одним з перших експортних замовників Mirage III. У 1962 році було замовлено першу партію з 15 Mirage IIIC також три тренувальних двомісних Mirage IIIBZ. Пізніше було дозамовлено додатково партію з оновленими моделями: 16 Mirage IIIE, три двомісних Mirage IIID, чотири літаки фоторозвідки Mirage IIIR.
На початку 1970-х років Південна Африка вела переговори з Dassault з метою отримання ліцензії на виробництво Mirage III, Mirage 5 і Mirage F1. Однак, як і Ізраїль, Південна Африка була так само ізольована внаслідок французького ембарго на поставки зброї після ухвалення резолюції 418 Ради Безпеки ООН у листопаді 1977 року. ВПС Південної Африки розпочали амбітну програму модернізації свого флоту Mirage III, для чого попросили технічної допомоги Ізраїлю, який мав досвід розробки власних літаків IAI Kfir, IAI Nesher на базі Dassault Mirage 5. Побудований у версіях одномісного та двомісного перехоплювача і двомісного тренажера, Atlas Cheetah надійшов на озброєння в 1987 році під час Південно-Африканської прикордонної війни.

### Франція

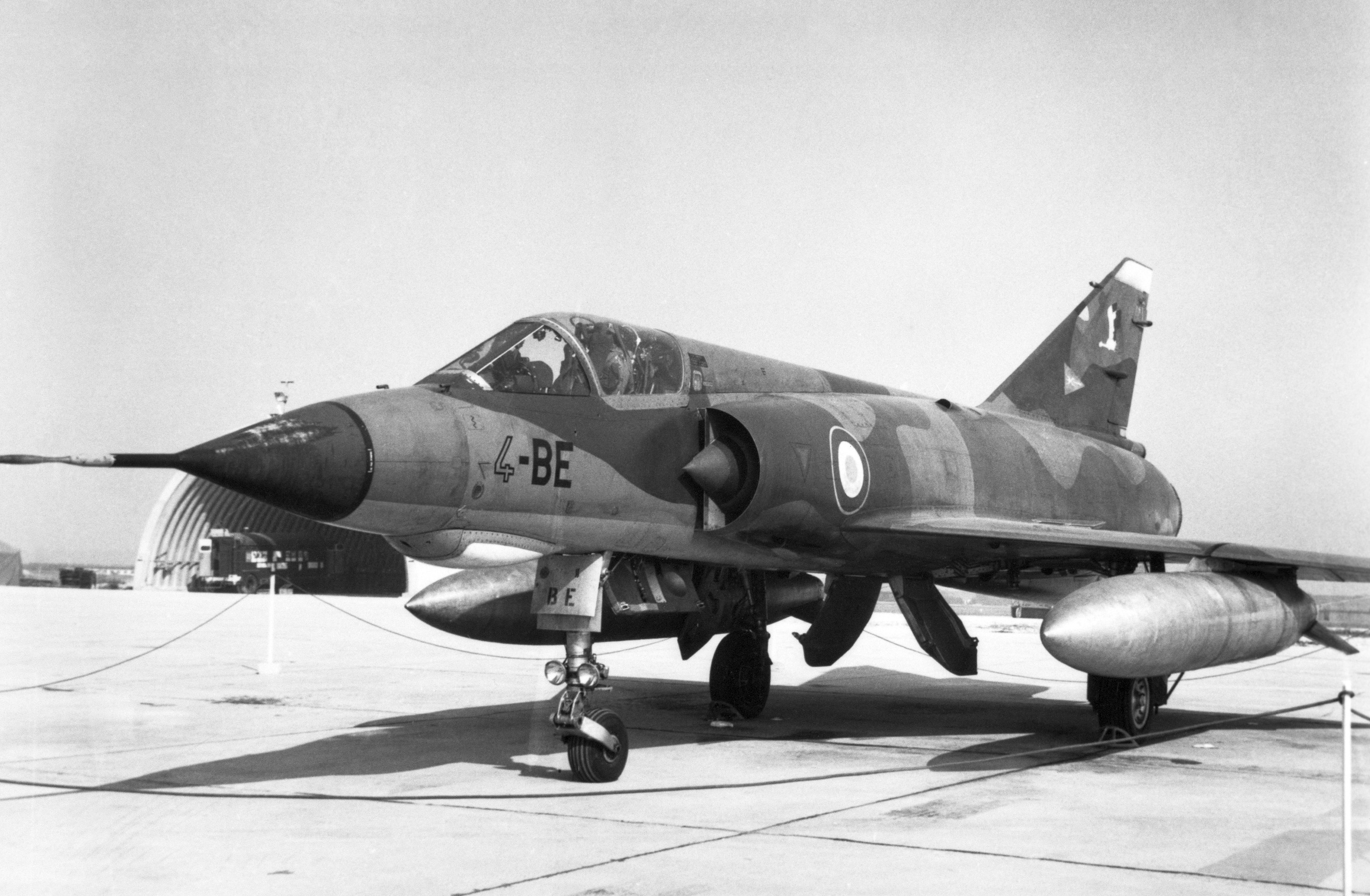
Mirage IIIE ескадрильї винищувачів La Fayette у 1986 році.

У жовтні 1958 року Франція замовила 100 літаків Mirage IIIC. Поставки були здійснені з жовтня 1960 року по листопад 1962 року, але лише 95 літаків приєдналися до ВПС, а решта 5 використовувалися для розробки інших версій Mirage III. Починаючи з 1974 року Mirage IIIC поступово замінялися на Mirage F1, але останні одиниці були зняті з озброєння лише в серпні 1988 року. Основним озброєнням була ракета повітря-повітря Matra R530.
56 двомісних навчальних Mirage IIIB було поставлено у періоді з липня 1962 року по січень 1966 року. Франція також отримає 5 Mirage IIIB1, призначених для льотних випробувань, і 10 Mirage IIIB2, оснащених заправною штангою Mirage IV, призначених для навчання пілотів заправці у повітрі під час польоту. Нарешті, 20 Mirage IIIBE поставлено з 1971 року.
З 1964 по 1976 рік ВПС отримали 192 Mirage IIIE. Деякі підрозділи, уже оснащені Mirage IIIC, отримали замість цього IIIE, передавши свої перехоплювачі іншим підрозділам. Mirage IIIE всепогодний літак був на озброєнні звичайних підрозділів ВПС або тактичних ядерних ударних підрозділів. В останньому випадку IIIE мав на озброєнні 15-кілотонну ядерна бомбу AN-52, яка надійшла на озброєння у 1973 році. У червні 1967 року Mirage IIIE, пілотований Роджером Песідоусом, зумів перехопити американський розвідник Lockheed U-2, який мав сфотографувати французькі ядерні об'єкти з висоти 20 400 метрів.
З 1984 року Mirage IIIE поступово замінялися Mirage 2000. Заміна літаків у всіх підрозділах закінчилась у 1995 році.
Поставки 50 Mirage IIIR та 20 Mirage IIIRD відбулися з 1963 по 1967 рік. Ці літаки оснастили 33-ю розвідувальну ескадрилью, яка тоді була розміщена на авіабазі поблизу Страсбурга, це був єдиний підрозділ тактичної розвідки ВПС. Були замінені на Mirage F1CR з 1983 року.
З 1995 року Mirage III використовувались лише в центрі льотних випробувань. Останній політ французького Mirage III відбувся 25 листопада 2005 року.

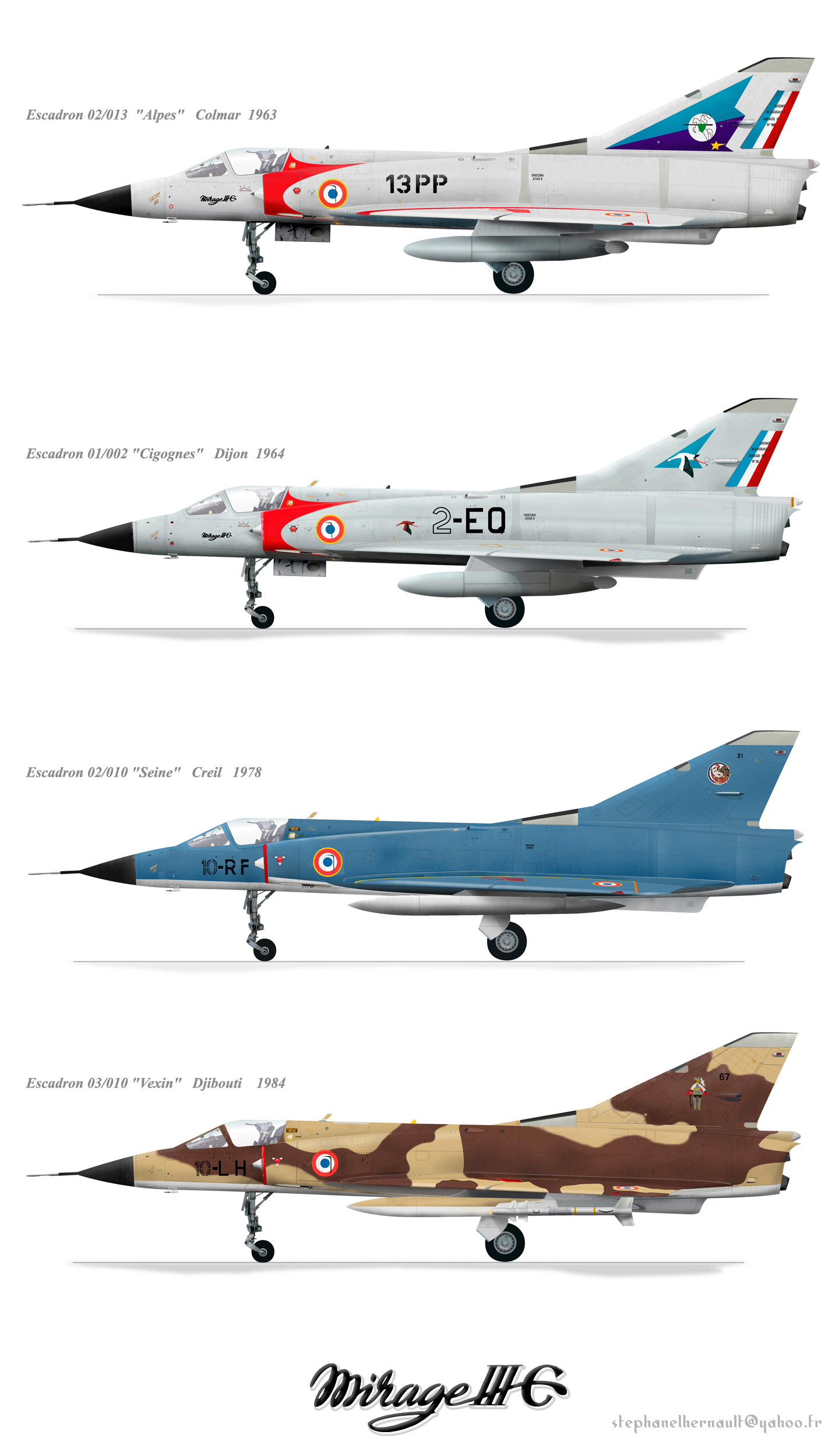
Mirage III C.
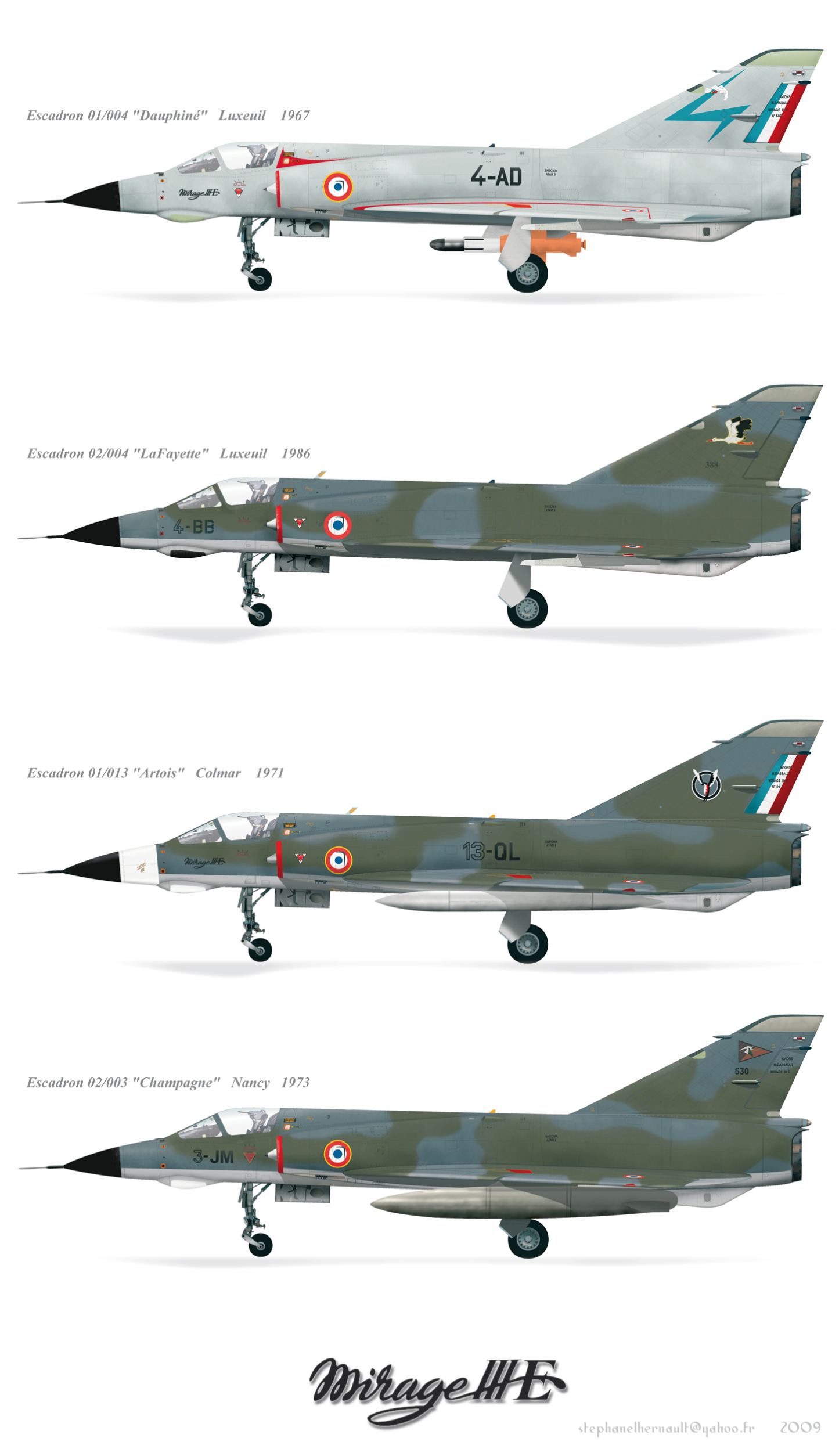
Mirage III E.
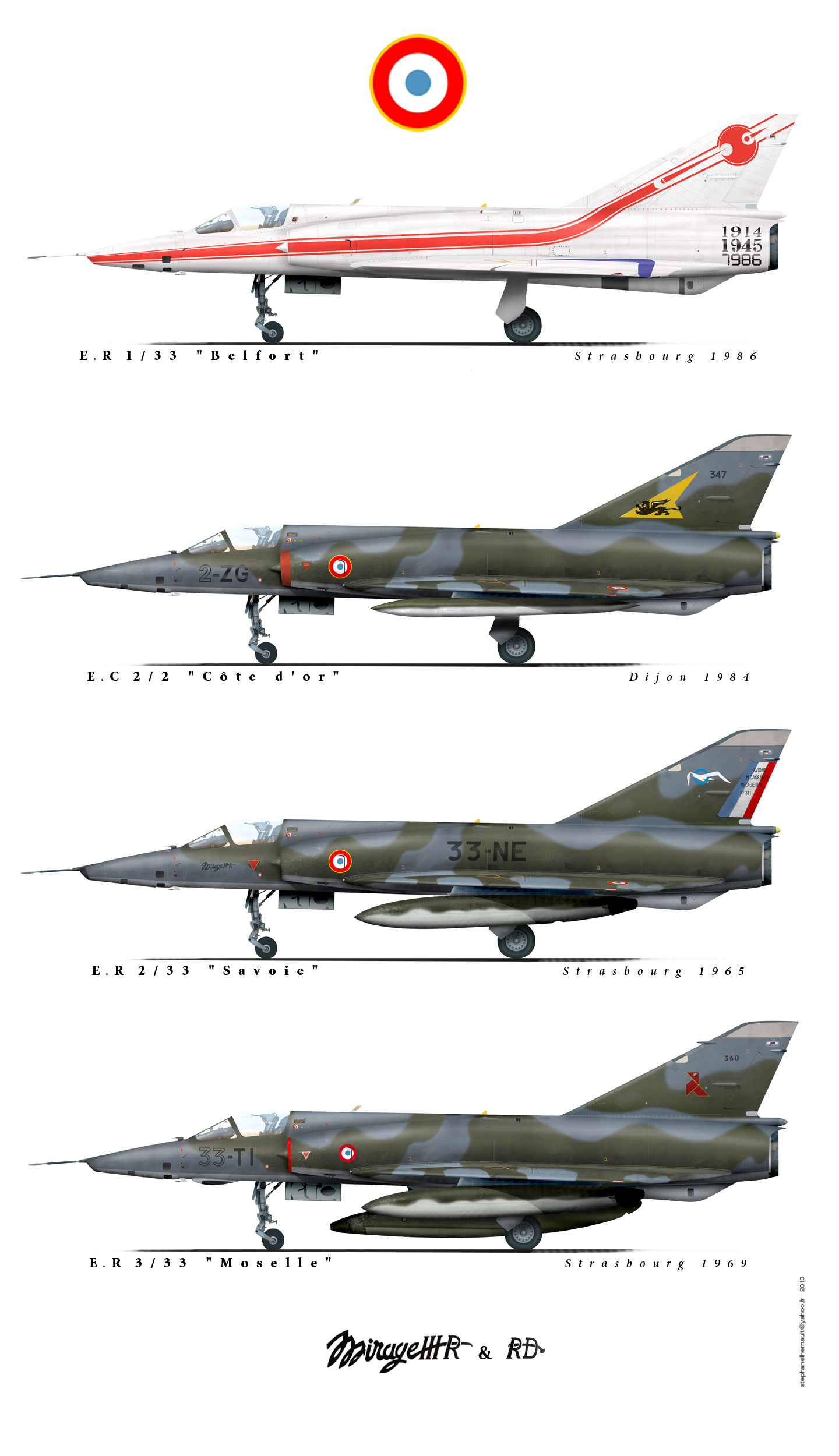
Mirage III R & RD.

### Швейцарія
Наприкінці 1950-х років Швейцарія шукала сучасний винищувач на заміну застарілих de Havilland Vampire. Вона замовила Hawker Hunters у січні 1958 року, але їх уже обігнало нове покоління літаків, здатних літати зі швидкістю 2 Маха. Тому була проведена конкурсна оцінка літаків Saab 35 Draken, Lockheed F-104 Starfighter, Fiat G- 91, Grumman F-11F Super Tiger і Mirage III. Переміг останній, і у 1961 році було вирішено виготовити 100 літаків, які мали бути повністю побудовані за ліцензією в Швейцарії (включно з реактивними двигунами). Того ж року було придбано один Mirage IIIC для використання в якості дослідного літака.
Міражі почала виготовляти компанія F+W Emmen (зараз RUAG, федеральний державний авіаційний завод) під маркуванням Mirage IIIS. Mirage IIIS мав бути універсальним літаком для виконання завдань атаки, перехоплення та розвідки одночасно. Однак підприємство зазнало значних перевитрат, до цього додались відсутність фінансового нагляду і суперечки щодо вартості виробництва, які в кінцевому підсумку призвели до розслыдквання, відставки кількох чиновників і зупинки виробництва. Стало зрозуміло, що одна модель не здатна втілити у собі всі побажання замовників. Загалом на підприємстві F+W Emmen було виготовленло 36 перехоплювачів Mirage IIIS і 18 літаків-розвідників Mirage IIIRS.
Mirage IIIS мав значно посилені крила, фюзеляж і ходову частину, оскільки ВПС Швейцарії вимагали міцності, яку можна було б порівняти з палубними літаками. Посилений фюзеляж дозволяв переміщати літак, піднімаючи його за допомогою крана (тому дітак також оснащений чотирма точками підйому, висувними носовими конусами та подовженими ніжками носового колеса), оскільки печери-укриття для літаків у горах, які ВПС Швейцарії використовують як бункери, мають мало місця для маневрування припаркованим літаком. Іншою перевагою посилених рам була можливість зльоту за допомогою JATO, що надає цьому типу можливість короткого зльоту та посадки.

## Бойове застосування

### Ізраїль
29 листопада 1966 року пілот Mirage III ВПС Ізраїлю збив два єгипетські МіГ-19, які намагалися перехопити ізраїльський розвідувальний Piper J-3 Cub в ізраїльському повітряному просторі. Перший МіГ був знищений ракетою Matra R530, випущеною з відстані більше ніж один кілометр, що стало першим випадком вдалого використання ракети французького виробництва. Другий МіГ-19 був збитий гарматним вогнем.

#### Шестиденна війна

Єгипетські літаки, знищені на землі.

На час війни повітряний флот Ізраїлю складався фактично повністю з Mirage III. Війна почалась з превентивного повітряного удару Ізраїля,- операції Фокус. Тільки невеликий загін із 12 Міражів (4 постійно в повітрі та 8 у постійній готовності на землі) був призначений для захисту неба Ізраїлю від атак ворожих бомбардувальників. Решта Міражів брали участь в операції Фокус. Метою операції було знищення літаків супротивника на землі і вона була виконана блискуче. Було здійснено декілька нальотів. Під час першого спеціальними бомбами для руйнування бетону було сильно пошкоджено злітні смуги аеродромів, причому бомби скидались на перехрестя смуг, щоб заблокувати будь який рух літаків на землі. Наступними декількома нальотами було знищено заблоковані літаки. Всього за війну було знищено близько 450 літаків і основну масу з них,- на землі під час операції Фокус. Це дозволило майже повністю контролювати небо, і надалі ВПС Ізраїлю могли ефективно допомагати наземним підрозділам Ізраїльської армії.

#### Війна Судного дня
На момент війни кількість Mirage III в Ізраїльських ВПС упала приблизно до сорока, всі вони використовувалися виключно у повітряних боях. По наземних цілях працювали вже новіші літаки McDonnell Douglas F-4 Phantom II та Douglas A-4 Skyhawk. За різними даними щонайменше 26 Mirage IIICJ і Nesher були втрачені у повітряних боях. Для порівняння, 106 сирійських та єгипетських літаків були збиті Mirage IIICJ, а ще 140 літаків були збиті Nesher. Ас ізраїльських ВПС Гіора Епштейн досяг усіх своїх перемог, літаючи або на Mirage IIICJ, або на IAI Nesher.

### ПАР
Під час Південно-Африканської прикордонної війни ВПС Південно-Африканської Республіки оперували силами з 16 перехоплювачів Mirage IIICZ, 17 багатоцільових винищувачів-бомбардувальників Mirage IIIEZ і 4 розвідувальних винищувачів Mirage IIIRZ, які зазвичай вилітали з баз Південно-Західної Африки. Незважаючи на те, що свого часу Mirage III був визнаний винятковим винищувачем, його часто критикували за недостатню дальність. Це робило його неефективним на великих відстанях, наприклад, під час ударних операцій проти повстанців Народної визвольної армії Намібії (PLAN), що базувались у сусідній Анголі. Південноафриканські пілоти також заявляли, що Mirage III з високим носом і дельта-крилами відносно важко приземлитися на коротких злітно-посадкових смугах поблизу оперативної зони.
Згодом, після прийняття на озброєння новішого Mirage F1, застосування Mirage III обмежили другорядними функціями денного перехоплення, навчань та фотографічних розвідувальних місій. Посередні характеристики радіолокатора Cyrano II фактично не дозволяли виконувати нічні операції або операції за складних погодних умов. Наприкінці 1980-х років Mirage IIICZ вважався настільки застарілим, що використовувався лише для патрулювання навколо бази. Але з-за того що сучасніших розвідувальних літаків у ПАР просто не було, Mirage IIIRZ продовжував використовуватися для фоторозвідувальних місій над Анголою.
Під час розвідувальних місій Mirage IIIRZ часто літали на надзвичайно малих висотах, іноді до 15 метрів; незадовго до досягнення наміченої цілі, літак швидко набирав висоту, з якої фотографував об'єкт. При битві за Куіто-Куанавале пілоти Mirage IIIRZ робили вильоти над позиціями противника в Ксангонго та Хумбе, намагаючись спровокувати відповідь кубинських або ангольських МіГ-21 і МіГ-23, які потім були б атаковані більш сучасними літаками Mirage F1AZ.

### Пакистан
У складі Повітряних сил Пакистану Mirage IIIEP та Mirage IIIRP брали участь у Третій індо-пакистанській війні 1971 року.
На той час у Східному Пакистані після оголошення декларації незалежності і проголошення створення держави Бангладеш точилася громадянська війна. Індія надавала військову допомогу партизанському рухові. Крім того партизани мали бази на території Індії, вони перетинали кордон проводили успішні операції і відступали назад до Індії. Це була ефективна тактика в умовах місцевості з багатьма річками і покритої джунглями. Розуміючи, що перемогти партизанів, що отримують допомогу з Індії, не вдасться 3 грудня 1971 року Пакистан наніс превентивний авіаудар(Міражі брали участь) по аеродромах Індії поблизу з своїм кордоном, подібно до операції Фокус в Шестиденній війні Арабо-ізраїльського конфлікту. Але так як у Пакистана не було відповідного озброєння, ефект авіаудару був дуже незначним. Надалі Міражі базувалися в Західному Пакистані й використовувались для патрулювання прикордонних районів і захисту аеродромів. Цим пояснюються невеликі втрати Міражів протягом програної війни(за непідтвердженими даними — не більше 5 літаків). На рахунку Міражів одна підтверджена перемога у повітряних боях з Індійськими ВПС.

### Аргентина
Аргентинські ВПС використовували Mirage IIIEA під час Фолклендської війни 1982 року. Міражі забезпечували повітряне прикриття збройних сил Аргентини, а також бомбардували кораблі англійського флоту.
Фолклендські Острови — архіпелаг, розташований за 483 км на схід від берега Аргентини, і ще далі від найближчого військо-повітряної бази. Єдина бетонована злітно-посадкова смуга на Фолклендах була дуже короткою для реактивних бойових літаків. Тому основна частина аргентинської авіації впродовж війни була вимушена діяти з континентальних авіабаз. Даний факт суттєво обмежив час патрулювання(приблизно 5 хвилин) Міражами островів навіть з використанням обох додаткових баків з пальним, що у свою чергу обмежувало боєкомплект літака. Цікаво, що хоча у ВПС Аргентини була пара літаків-заправників KC-130B Hercules, вони не зуміли їх використати. Через значно кращу маневреність англійських Харріерів і сучасні ракети класу повітря-повітря, отримані від США, аргентинська авіація не змогла досягти переваги у повітрі і втратила щонайменше 11 своїх літаків (2 Mirage IIIEA і 9 Dagger) у повітряних боях, ще два було втрачено від зенітного вогню з кораблів. Основна бойова задача Міражів була атакувати англійські кораблі гарматами і бомбами. Так як літак підлітав до цілі на мінімальний висоті, щоб його не виявили радари, а на бомбах було неправильно налаштовані вибухівники, майже всі точно скеровані бомби не вибухали, їм не вистачало висоти для приведення вибухівника у бойову готовність. Від жодного з бомбових влучань ні один з кораблів не затонув. Аргентинські літаки у повітряних боях збили тільки один британський гелікоптер.